# Kyllinga comosipes
Kyllinga comosipes là loài thực vật có hoa trong họ Cói. Loài này được (Mattf. & Kük.) Napper mô tả khoa học đầu tiên năm 1971.